# Frade Francke

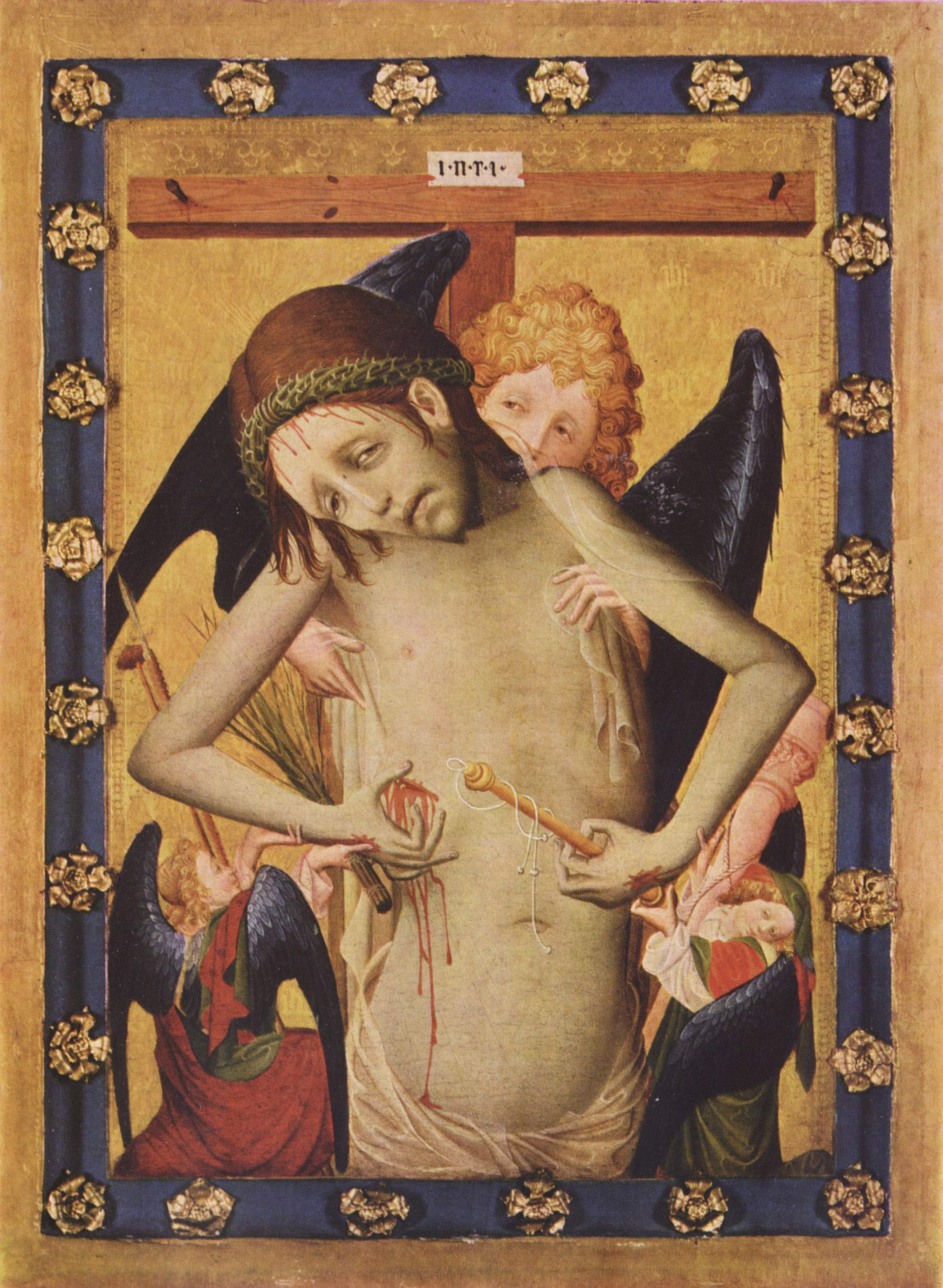
Der Schmerzensmann

Frade Francke (também: Frater Francke, Meister Francke, 1383, no Baixo Reno - † 1436, em Hamburgo) foi um pintor alemão de altares. Pertence ao estilo suave do chamado Gótico internacional.
Pertenceu a uma família de sapateiros oriunda da Guéldria, nos Países Baixos. Apesar de ser um frade, recebeu encomendas de diversos lugares, inclusive da Liga Hanseáticae dos países do Báltico. A maior parte de sua obra foi destruída nas épocas da iconoclastia da Reforma. Poucas obras suas sobreviveram. 

## Referencias
1. ↑  «Frade Francke». Frade Francke. Consultado em 4 de março de 2025